# 日本に対する侵攻の一覧
日本に対する侵攻の一覧(にほんにたいするしんこうのいちらん)は、現在の日本の国土及び、当時日本の国土であった地域、又はそれに準じる場所に対する、外国勢力による侵攻、不法占拠、略奪事件等の一覧。
本記事はあくまで被害者目線の記事であり、その遠因となった日本の行為、及び日本による外国への侵略、不法占拠、略奪行為には一切触れない。
また選定基準も編集者の独断と偏見によるため、中立性、網羅性がないことも留意が必要である。

## 奈良時代以前
- 国譲り（葦原中国平定） - 神代（原史時代）。高天原の天津神による葦原中国への侵攻。
- 神武東征 - 豊葦原瑞穂国（日向）の勢力による虚空見日本国（畿内）への侵攻。
- (夷洲・亶洲遠征) - 230年～231年。呉 (三国時代)・孫権による侵略。夷洲については台湾説あり。
- 温羅 が吉備に侵入 - 上古
- 塵輪の襲来 - 上古
- 鉄人の襲来 - 7世紀前後頃
- 流求侵攻（中国語版） - 610年。隋による流求への侵攻（台湾説あり）
- 唐軍の筑紫進駐 - 671年

## 平安時代
- 新羅の入寇 - 弘仁2年（811年）〜承平5年（935年）。新羅からの流民や帰化人による犯罪及び新羅王の勅命による国家規模の海賊行為等の総称。
- 渡嶋荒狄の反乱 - 貞観17年（875年）。北海道アイヌ（当時は擦文時代）？の船団が秋田郡を攻撃。
- 天慶の出羽俘囚の乱 - 天慶2年（938年）。俘囚の反乱軍に異類（北方の民族？）が加わる。
- 南蛮の入寇 - 長徳3年（997年）。南嶋人？
- 刀伊の入寇 - 寛仁3年（1019年）。女真族（満洲民族）の一派とみられる集団を主体にした海賊による壱岐・対馬、筑前国への侵略。

## 鎌倉時代
- 元寇 - 文永11年(1274年)と弘安4年(1281年)。モンゴル帝国（元朝）およびその属国である高麗による侵略。
- 瑠求侵攻 - モンゴル帝国（元朝）による瑠求への侵攻（台湾説あり）

## 室町時代
- 高麗・李氏朝鮮の対馬侵攻 - 14世紀末から15世紀初めにかけて行われた、高麗、李氏朝鮮による対馬への侵略。
- 応永の外寇 - 応永26年(1419年)。李氏朝鮮による対馬侵略。

## 江戸時代
- 文化露寇 - 文化3年(1806年)と文化4年（1807年）。ロシア帝国による樺太、択捉島への侵略。
- フェートン号事件 - 文化5年(1808年)、長崎港で起きたイギリス軍艦侵入事件。
- 大津浜事件 - 文政7年（1824年）。水戸藩領の大津(北茨城市大津町)の浜にイギリス船員が侵入した事件。
- 宝島事件 - 文政7年（1824年)。イギリス捕鯨船による宝島 (鹿児島県)における略奪事件。
- ロシア軍艦対馬占領事件(ポサドニック号事件) - 文久元年(1861年）。ロシア帝国の軍艦が対馬の芋崎を不法に占拠し、兵舎などを強引に建設した事件。
- 薩英戦争 - 文久3年(1863年)。イギリスの軍艦による薩摩藩領鹿児島湾への侵攻。
- 下関戦争 - 文久3年(1863年)と文久4年(1864年)。イギリス・フランス・オランダ・アメリカの艦隊による、長州藩領の馬関海峡(現 関門海峡)への侵攻。
- 神戸事件 - 1868年

## 昭和以降
- 普天堡の戦い - 昭和12年(1937年)。満州国領内で活動していた中国共産党系パルチザン東北抗日聯軍の金日成による、当時日本が植民地支配していた朝鮮に対する越境攻撃。

### 第二次世界大戦期
- 日本本土空襲 - 昭和13年(1938年)から昭和20年(1945年)にかけての、アメリカ軍などによる日本本土に対する空襲。
- マーシャル諸島の戦い - 昭和19年(1944年)。当時、国際連盟による日本の委任統治領であったマーシャル諸島への、アメリカ軍による侵攻。
- サイパンの戦い - 昭和19年(1944年)。当時、国際連盟による日本の委任統治領であったサイパン島への、アメリカ軍による侵攻。
- 硫黄島の戦い - 昭和20年(1945年)。アメリカ軍による、小笠原諸島の硫黄島への侵攻。
- 沖縄戦 - 昭和20年(1945年)。アメリカ軍等による沖縄諸島への侵攻。
- 樺太の戦い - 昭和20年(1945年)。当時日本領であった樺太への、ソビエト赤軍による侵略。
- 占守島の戦い - 昭和20年(1945年)。当時日本領であった千島列島へのソビエト赤軍による侵略。またその後の北方領土の侵略・占領。
- （ダウンフォール作戦） - 連合国軍による日本本土侵入（上陸）作戦（計画のみ）。
- 連合国軍の占領 - 昭和20年(1945年)から昭和27年(1952年)。ポツダム宣言受諾からサンフランシスコ講和条約締結までの、連合国軍最高司令官総司令部による日本軍事占領。またその後の奄美群島、小笠原諸島、沖縄県における米軍軍政。

### 在外日本公館占拠事件
- 尼港事件 - 大正9年（1920年）
- 南京事件 - 昭和2年(1927年)。
- 在クウェート日本大使館占拠事件 - 昭和49年(1974年)。日本赤軍とPFLPが、在クウェート日本大使館を不法に占拠したテロ事件。
- 在ペルー日本大使公邸占拠事件 - 平成8年(1996年)。ペルーの左翼武装組織トゥパク・アマル革命運動（MRTA）による、在ペルー日本国大使公邸占拠事件。

### 領土問題
- 北方領土問題 - 昭和20年(1945年)から現在。ソビエト連邦→ロシア連邦による不法占拠。
  - ソ連国境警備隊による貝殻島への進駐と占拠 - 昭和32年（1957年）。
- 竹島問題 - 昭和28年(1953年)から現在。大韓民国による不法占拠。
- 尖閣諸島問題 - 1970年代から現在。中華人民共和国と中華民国が領有権を主張し、領海侵犯を繰り返している。
  - 香港活動家尖閣諸島上陸事件

### 不法侵入
- ラズエズノイ号事件
- 南小島不法占拠事件 - 1968年。
- 北朝鮮の工作船
  - 北朝鮮による日本人拉致問題 - 1970年代〜80年代。他国に不法侵入し他国民を拉致する行為は、明確な国家主権の侵害であり、国際法上[どれ?]も侵略行為と定義される[要出典]。
  - 加賀市沖不審船事件 - 1971年
  - 日向灘不審船事件 - 1985年
  - 能登半島沖不審船事件 - 1999年
  - 九州南西海域工作船事件 - 2001年
- 対ソ連軍領空侵犯機警告射撃事件 - 昭和62年（1987年）
- 漢級原子力潜水艦領海侵犯事件 - 平成16年（2004年）
- 北朝鮮によるミサイル発射実験